# Carmzow
Carmzow ist ein Ortsteil der Gemeinde Carmzow-Wallmow im brandenburgischen Landkreis Uckermark.

## Geographie
Die Ortschaft liegt etwa 15 Kilometer nordöstlich der Kreisstadt Prenzlau an der Verbindungsstraße zwischen Prenzlau und Löcknitz. Sie erstreckt sich inmitten einer gewellten, von Seen, Tümpeln und Brüchen durchsetzten Landschaft. Die höchste Erhebung befindet sich im Nordwesten der Gemarkung auf 67,6 m ü. NN, der niedrigste Bodenpunkt am Ganznowsee mit 48,6 m ü. NN.

## Geschichte

### Frühgeschichte bis 15. Jahrhundert

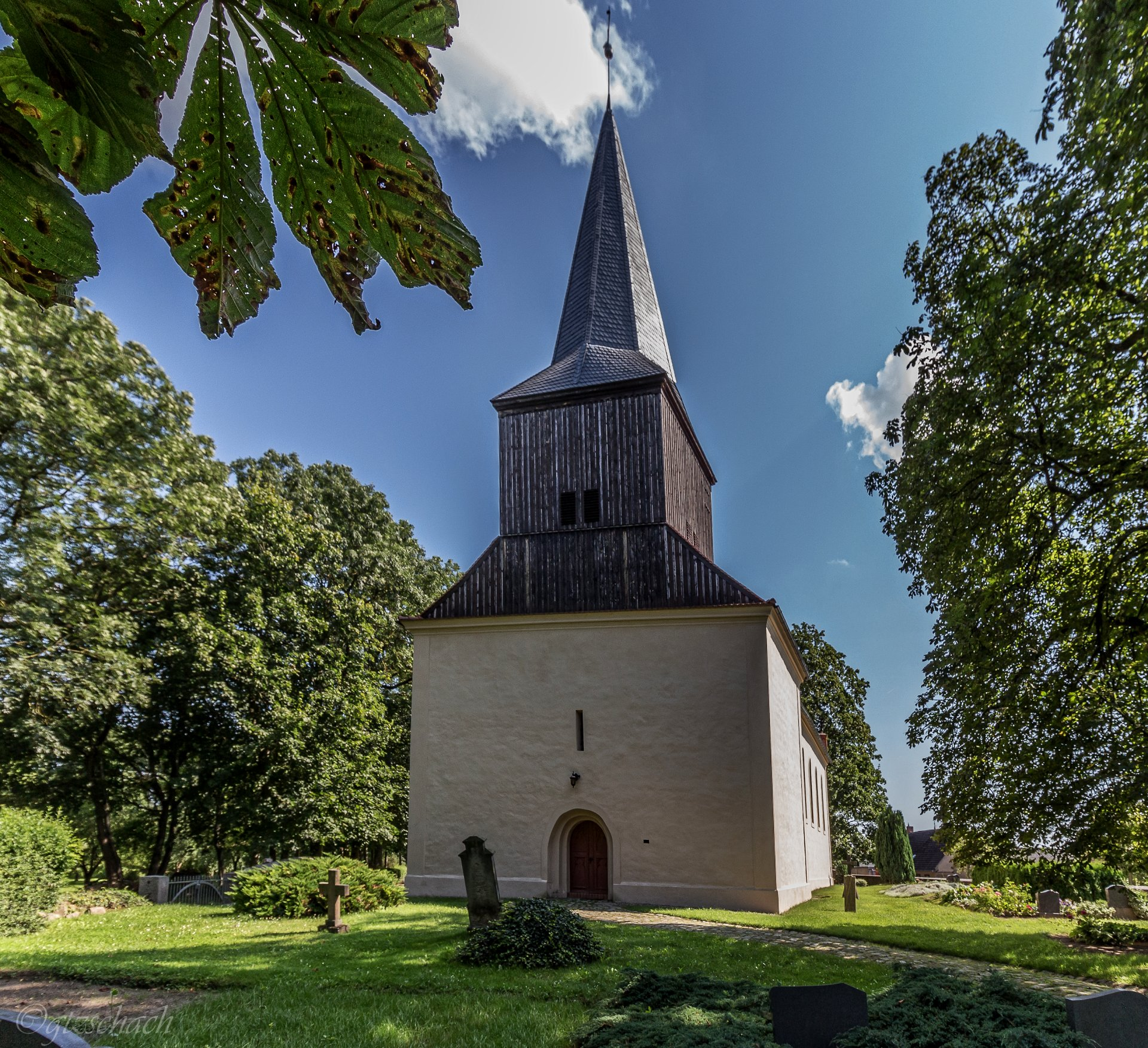
Dorfkirche Carmzow

Aufgrund der günstigen Siedlungsbedingungen wie der fruchtbaren Landschaft und dem in großem Umfang vorhandenen Wald ist von einer frühen sesshaften Bewohnung der Ortsflur auszugehen, die durch Funde aus der Vorgeschichte belegt wurde. Dazu gehört ein 1956 etwa 2,2 km südöstlich des Dorfes gefundenes, etwa 4000 Jahre altes Großsteingrab und zahlreiche steinzeitliche Fundstücke.
Carmzow wurde erstmals am 5. April 1354 als Karnsow urkundlich erwähnt. Es gehörte zu dieser Zeit vor 1354 der Familie Brand und wurde zum genannten Datum gemeinsam mit Brüssow und anderen Orten an den Pommernherzog als Erbhuldigung verwiesen. Der Ort muss jedoch schon früher besiedelt worden sein, denn bereits in der zweiten Hälfte des 13. Jahrhunderts entstand eine Dorfkirche. Im Jahr 1400 gab es einen Schulzenhof mit drei Hufen. Seit dem 15. Jahrhundert sind zwei Anteile nachweisbar. Um 1400 gehörte das gesamte Dorf oder Teile davon der Familie von Stegelitz und kam vor 1499 mit Ausnahme von vier freien Hufen in den Besitz des pommerschen Adelsgeschlechtes von Ramin, die im Jahr 1499 im Carmzow einen Wohnhof besaßen. Die vier freien Hufen – das Schulzengut mit drei Hufen und eine sogenannte Altefrauenhufe – besaßen vor 1400 die von Eickstedt aus Eickstedt. Die von Stegelitz erhielten allerdings von den drei Schulzenhufen Hebungen. Dieser Anteil ging einschließlich aller Rechte im Jahr 1400 an das Sabinenkloster in Prenzlau. Carmzow bestand im Jahr 1535 aus insgesamt 20 Höfen, darunter das Schulzengut, ein Krug sowie ein Hof mit zwei Hufen, der wüst lag. Zwanzig Jahre später ist die Existenz einer Mühle überliefert. Im Jahr 1563 gab es Raminschen Wohnhof eine Schäferei, in der bis zu 300 Tiere gehalten wurden. Wurde 1543 noch davon berichtet, dass kein Pfarrhaus vorhanden war, ist dies aus dem Jahr 1577 überliefert. Das Kirchenpatronat lag in dieser Zeit bei den von Ramin (1543). Der Pfarrer besaß zwei Hufen, die Kirche einen Pfarrhof mit zwei weiteren Hufen und Gärten. Im Jahr 1578 war das Dorf auf 15 Bauern und fünf Kossäten angewachsen. Es gab bereits eine eigene Schmiede und einen Hirten. Zur Zeit der deutschen Kolonisten war es mit einer Feldmark von rund 30 Hufen ausgestattet, davon hatte der Krüger, der zuvor nur eine Hufe besaß, aus dem Besitz derer von Ramin eine weitere Hufe angenommen. In dieser Zeit erschien die Schreibweise Kartzow (1538).

### 16. und 17. Jahrhundert
Der Anteil der Familie Ramin wurde im 16. Jahrhundert im Zuge einer Erbfolge geteilt. Eine Hälfte des Dorfes mit einem Rittersitz, der Ober- und Untergerichtsbarkeit sowie das Kirchenpatronat (1599) sowie acht Bauern und vier Kossäten (1608) kamen in einen Zweig der Familie. Dieser ging um 1666 in Konkurs, war um 1684 im Besitz der Kreditoren und wurde ein Jahr später durch die von Ramin an die Köppenschen Erben aus Baumgarten und Schenkenberg abgetreten. Durch einen Vergleich kam er 1687 an die von Eickstedts. Sie hielten von 1687 bis 1768 das Lehns- und Relutitionsrecht an einer Hälfte des Dorfes. Die zweite Hälfte des Dorfes ohne den Schulzenhof und die Windmühle (1599) kam an den zweiten Zweig der Familie. Zu ihm gehörten auch noch sechs Bauern und fünf Kossäten (1608). Dieser Anteil wurde 1642 zunächst nur zur Administration an die Familie Bröcker übergeben, ab 1673 wiederverkaufsweise und 1694 erblich.
Durch die Teilung finden sich in der Statistik für das Jahr 1608 zwei Raminische Adelssitze. Im Dorf lebten weiterhin 14 Bauern und neun Kossäten. Der Schulzenhof mit drei Hufen befand sich im Jahr 1621 im Besitz des von Hase aus Klockow. Er erweiterte vor 1667 seinen Besitz um zwei Bauernhöfe. Diese Höfe sowie vier Hufe gelangten im Jahr 1667 an die Familie von Edlingen, ebenso die Kruggerechtigkeit (1688, 1699). In dieser Zeit lebten vor dem Dreißigjährigen Krieg im Jahr 1624 insgesamt zwölf Bauern und zehn Kossäten im Dorf. Es gab 14 schossbare und 14 freigewilligte Hufen. Im Krieg muss es zu schweren Verwüstungen gekommen sein, denn im Jahr 1687 lagen noch sechs Bauernhöfe und fünf Kossätenhöfe wüst.

### 18. und 19. Jahrhundert
Der von Hase’sche Anteil kam im Jahr 1704 zur Familie von Holzendorf aus Bruchhagen.
Der Eickstedtsche Anteil war seit 1707 in den erblichen Besitz der von Edeling übergegangen, die ihn zuvor 1699 wiederverkaufsweise erhalten hatten. Für 1711 ist die Schreibweise Carmzow belegt. In diesem Jahr lebten acht Hufner, ein Kossät, ein Pachtmüller mit einem Gang, ein Wohnschmied, vier Paar Hausleute, eine einzelne Person, ein Hirt ohne Vieh und zwei Pachtschäfer im Ort. Sie zahlten für due 14 Hufen je 9 Groschen (gr) 7 Pfennig (d) an Abgaben. Um 1724 wurde der Anteil der Edelings von den von Eickstedt relutiert, darunter auch die vier erblichen Hufe und 1768 an die von Bröcker verkauft, die 1695 die zweite Hälfte erworben hatten und nun das gesamte Dorf besaßen. Carmzow war im Jahr 1734 insgesamt 14 Hufen 21 Morgen 180 Quadratruten (QR) groß. Im Ort lebten sechs Bauern, vier Kossäten, 13 Häuslinge, ein Müller, ein Schmied, zwei Leineweber, ein Schäfer, drei Hirten, zwei Knechte und neun Mägde. Im Jahr 1745 wurde von einem Dorf mit zwei Vorwerken berichtet, in denen sieben Bauern und vier Kossäten lebten. Es gab eine Windmühle und eine Rossmühle. In den beiden Vorwerken wurden im Jahr 1756/1757 insgesamt zehn bzw. 12 5⁄8 Wispel Aussaat ausgebracht. Bis 1778 war eine adelige Ziegelei entstanden. Die von Bröcker verkauften das Dorf im Jahr 1791 bis nach 1812 an die von Brockhausen. Der Kammerherr erhob im Jahr 1794/1795 gegen das Amt Forderungen, nachdem diese die Amtseen hatten fluten lassen.
Im Dorf und Gut lebten im Jahr 1801 fünf Ganzbauern, vier Ganzkossäten, zehn Einlieger und ein Fischer. Es gab eine Schmiede, einen Krug und eine Windmühle. Die Bewohner bewirtschafteten 14 Hufen, schlugen 200 Mg Holz und betrieben 31 Feuerstellen (=Haushalte). Die Familie von Brockhausen ging 1804 in Konkurs und mussten Carmzow um 1816 an die Familie Friebe übergeben, die es an die von Wartensleben verkauften. Zwischen 1811 und 1812 wurde ein Teil der Pfarrhufen genutzt, um es für eine neu eingerichtete Schullehrerstelle zu verwenden. Von vor 1824 bis 1842 war die Familie von Rabe im Besitz des Dorfes. Sie gab es im genannten Jahr an die von Krause weiter, die es bis 1872 hielten. In dieser Zeit standen in Dorf und Gut im Jahr 1840 insgesamt 20 Wohnhäuser. Zwanzig Jahre später waren es zwei öffentliche, neun Wohn- und 20 Wirtschaftsgebäude im Dorf sowie zwei öffentliche, neun Wohn- und 21 Wirtschaftsgebäude im Gut, darunter eine Ölmühle. Die Gemarkung war 506 Mg groß: 2 Mg Gehöfte, 15 Mg Gartenland, 463 Mg Acker und 26 Mg Wiese im Dorf sowie 2619 Mg im Gut: 67 Mg Gehöfte, 40 Mg Gartenland, 2107 Mg Acker, 247 Mg Wiese, 63 Mg Torf und 95 Mg Wald.

### 20. und 21. Jahrhundert
Zu Beginn des neuen Jahrhunderts standen im 176 Hektar großen Dorf sieben Häuser. Es gab einen Hofbesitzer, der gleichzeitig auch als Gastwirt tätig war und 56 Hektar bewirtschaftete. Ein weiterer Hofbesitzer besaß 18 Hektar, der Bäckermeister zwei Hektar. In Carmzow lebten weiterhin ein Pastor und ein Lehrer. Im 997 Hektar großen Gut standen 16 Häuser. Dort lebten neben dem Administrator ein Schäfermeister, ein Schmiedemeister, ein Stellmacher, ein Wirtschafter, ein Brennmeister sowie ein Brennmeister und ein Wirtschafter in Hedwigshof. Der Gutsbezirk Carmzow wurde 1928 mit der Gemeinde vereinigt. In ihr bestanden ab 1931 der Wohnplatz Hedwigshof (auch 1957). Bis 1931 war der Bestand auf insgesamt 28 Wohnhäuser angewachsen. Im Jahr 1939 gab es einen land- und forstwirtschaftlichen Betrieb mit mehr als 100 Hektar, drei Betriebe besaßen zwischen 20 und 100 Hektar und ein Betrieb zwischen 0,5 und 5 Hektar.
Nach dem Zweiten Weltkrieg wurden die letzten Besitzer, die Familie von Buch im Jahr 1945 enteignet. In Summe betraf dies 1028 Hektar Fläche in Carmzow und Hedwigshof. Davon gingen 423 Hektar an 57 landlose Bauern und Landarbeiter, 494 Hektar an 66 Umsiedler und drei Hektar an die Gemeinde. In dieser Zeit entstanden Pläne für 85 Neusiedergehöfte. Im Jahr 1958 gründete sich eine LPG Typ III mit 28 Mitgliedern und 357 Hektar Fläche, die zwei Jahre später auf 166 Mitglieder und 907 Hektar Fläche angewachsen war. Außerdem gab es eine LPG Typ I mit 20 Mitgliedern und 81 Hektar Fläche, die 1966 an die LPG Typ III angeschlossen wurde. An die so vereinigte LPG schloss sich im Jahr 1975 die LPG in Cremzow an. Im Jahr 1978 gab es die KAP Kleptow Bridage Cremzow, die LPG Cremzow mit Brigade Hedwigshof sowie die LPG Tierproduktion Carmzow (1979). Im Jahr 1977 bestand die Gemeinde mit dem Ortsteil Hedwigshof und den Wohnplätzen Cremzow I und Crezmzow II.
Am 31. Dezember 2001 schlossen sich Carmzow und Wallmow zur neuen Gemeinde Carmzow-Wallmow zusammen.

## Bevölkerungsentwicklung
| Jahr      | 1734 | 1774 | 1801 | 1817 | 1840 | 1858              | 1895 | 1925 | 1939 | 1946 | 1964 | 1971 |
| Einwohner | 195  | 181  | 225  | 187  | 228  | Dorf 104, Gut 155 | 260  | 404  | 344  | 602  | 489  | 536  |

- 2008 – 692[6]

## Kultur und Sehenswürdigkeiten
- Die Dorfkirche Carmzow ist eine Feldsteinkirche aus dem 13. Jahrhundert, die im 18. Jahrhundert verändert wurde. Im Innenraum steht unter anderem ein barocker Kanzelaltar aus dem Jahr 1726.
- Sportverein Rot-Weiß Carmzow von 1932